# Gu Sang-bum
Gu Sang-bum (구상범?, 具相範?; Seul, 15 giugno 1964) è un ex calciatore sudcoreano, di ruolo difensore.

## Statistiche

### Cronologia presenze e reti in Nazionale
| Cronologia completa delle presenze e delle reti in nazionale ― Corea del Sud | Cronologia completa delle presenze e delle reti in nazionale ― Corea del Sud | Cronologia completa delle presenze e delle reti in nazionale ― Corea del Sud | Cronologia completa delle presenze e delle reti in nazionale ― Corea del Sud | Cronologia completa delle presenze e delle reti in nazionale ― Corea del Sud | Cronologia completa delle presenze e delle reti in nazionale ― Corea del Sud | Cronologia completa delle presenze e delle reti in nazionale ― Corea del Sud | Cronologia completa delle presenze e delle reti in nazionale ― Corea del Sud |
| Data                                                                         | Città                                                                        | In casa                                                                      | Risultato                                                                    | Ospiti                                                                       | Competizione                                                                 | Reti                                                                         | Note                                                                         |
| ---------------------------------------------------------------------------- | ---------------------------------------------------------------------------- | ---------------------------------------------------------------------------- | ---------------------------------------------------------------------------- | ---------------------------------------------------------------------------- | ---------------------------------------------------------------------------- | ---------------------------------------------------------------------------- | ---------------------------------------------------------------------------- |
| 6-1-1988                                                                     | Doha                                                                         | Corea del Sud                                                                | 1 – 1 dts (4-3 dtr)                                                          | Egitto                                                                       | Afro-Asian Cup 1988                                                          | -                                                                            |                                                                              |
| 19-6-1988                                                                    | Suwon                                                                        | Corea del Sud                                                                | 4 – 0                                                                        | Zambia                                                                       | 1988 President's Cup                                                         | -                                                                            |                                                                              |
| 26-10-1988                                                                   | Tokyo                                                                        | Giappone                                                                     | 0 – 1                                                                        | Corea del Sud                                                                | Korea-Japan Annual Match                                                     | -                                                                            |                                                                              |
| 3-12-1988                                                                    | Doha                                                                         | Emirati Arabi Uniti                                                          | 0 – 1                                                                        | Corea del Sud                                                                | Coppa d'Asia 1988 - 1º turno                                                 | -                                                                            | 57’                                                                          |
| 5-12-1988                                                                    | Doha                                                                         | Corea del Sud                                                                | 2 – 0                                                                        | Giappone                                                                     | Coppa d'Asia 1988 - 1º turno                                                 | -                                                                            | 46’                                                                          |
| 9-12-1988                                                                    | Doha                                                                         | Qatar                                                                        | 2 – 3                                                                        | Corea del Sud                                                                | Coppa d'Asia 1988 - 1º turno                                                 | -                                                                            |                                                                              |
| 14-12-1988                                                                   | Doha                                                                         | Corea del Sud                                                                | 2 – 1                                                                        | Cina                                                                         | Coppa d'Asia 1988 - Semifinali                                               | -                                                                            |                                                                              |
| 18-12-1988                                                                   | Doha                                                                         | Corea del Sud                                                                | 0 – 0 dts (3-4 dtr)                                                          | Arabia Saudita                                                               | Coppa d'Asia 1988 - Finali                                                   | -                                                                            | 71’                                                                          |
| 5-5-1989                                                                     | Seul                                                                         | Corea del Sud                                                                | 1 – 0                                                                        | Giappone                                                                     | Korea-Japan Annual Match                                                     | -                                                                            |                                                                              |
| 23-5-1989                                                                    | Seul                                                                         | Corea del Sud                                                                | 3 – 0                                                                        | Singapore                                                                    | Qual. Mondiali 1990                                                          | -                                                                            |                                                                              |
| 27-5-1989                                                                    | Seul                                                                         | Corea del Sud                                                                | 3 – 0                                                                        | Malaysia                                                                     | Qual. Mondiali 1990                                                          | -                                                                            |                                                                              |
| 3-6-1989                                                                     | Singapore                                                                    | Nepal                                                                        | 0 – 4                                                                        | Corea del Sud                                                                | Qual. Mondiali 1990                                                          | -                                                                            | 17’                                                                          |
| 5-6-1989                                                                     | Singapore                                                                    | Malaysia                                                                     | 0 – 3                                                                        | Corea del Sud                                                                | Qual. Mondiali 1990                                                          | -                                                                            |                                                                              |
| 7-6-1989                                                                     | Singapore                                                                    | Singapore                                                                    | 0 – 3                                                                        | Corea del Sud                                                                | Qual. Mondiali 1990                                                          | -                                                                            |                                                                              |
| 10-8-1989                                                                    | Los Angeles                                                                  | Messico                                                                      | 4 – 2                                                                        | Corea del Sud                                                                | 1989 Marlboro Cup                                                            | -                                                                            | 46’                                                                          |
| 16-9-1989                                                                    | Seul                                                                         | Corea del Sud                                                                | 0 – 1                                                                        | Egitto                                                                       | Amichevole                                                                   | -                                                                            | 46’                                                                          |
| 13-10-1989                                                                   | Singapore                                                                    | Corea del Sud                                                                | 0 – 0                                                                        | Qatar                                                                        | Qual. Mondiali 1990                                                          | -                                                                            |                                                                              |
| 16-10-1989                                                                   | Singapore                                                                    | Corea del Sud                                                                | 1 – 0                                                                        | Corea del Nord                                                               | Qual. Mondiali 1990                                                          | -                                                                            |                                                                              |
| 20-10-1989                                                                   | Singapore                                                                    | Cina                                                                         | 0 – 1                                                                        | Corea del Sud                                                                | Qual. Mondiali 1990                                                          | -                                                                            |                                                                              |
| 25-10-1989                                                                   | Singapore                                                                    | Arabia Saudita                                                               | 0 – 2                                                                        | Corea del Sud                                                                | Qual. Mondiali 1990                                                          | -                                                                            |                                                                              |
| 4-2-1990                                                                     | La Valletta                                                                  | Corea del Sud                                                                | 2 – 3                                                                        | Norvegia                                                                     | Rothmans Tournament                                                          | -                                                                            |                                                                              |
| 10-2-1990                                                                    | Attard                                                                       | Malta                                                                        | 1 – 2                                                                        | Corea del Sud                                                                | Rothmans Tournament                                                          | -                                                                            | ?’                                                                           |
| 15-2-1990                                                                    | Baghdad                                                                      | Iraq                                                                         | 0 – 0                                                                        | Corea del Sud                                                                | Amichevole                                                                   | -                                                                            |                                                                              |
| 18-2-1990                                                                    | Il Cairo                                                                     | Egitto                                                                       | 0 – 0                                                                        | Corea del Sud                                                                | Amichevole                                                                   | -                                                                            |                                                                              |
| 12-6-1990                                                                    | Verona                                                                       | Belgio                                                                       | 2 – 0                                                                        | Corea del Sud                                                                | Mondiali 1990 - 1º turno                                                     | -                                                                            |                                                                              |
| 17-6-1990                                                                    | Udine                                                                        | Corea del Sud                                                                | 1 – 3                                                                        | Spagna                                                                       | Mondiali 1990 - 1º turno                                                     | -                                                                            |                                                                              |
| 27-7-1990                                                                    | Pechino                                                                      | Corea del Sud                                                                | 2 – 0                                                                        | Giappone                                                                     | Coppa Dinastia 1990                                                          | -                                                                            | ?’                                                                           |
| 29-7-1990                                                                    | Pechino                                                                      | Corea del Sud                                                                | 1 – 0                                                                        | Corea del Nord                                                               | Coppa Dinastia 1990                                                          | -                                                                            |                                                                              |
| 3-8-1990                                                                     | Pechino                                                                      | Cina                                                                         | 1 – 1 dts (4-5 dtr)                                                          | Corea del Sud                                                                | Coppa Dinastia 1990                                                          | -                                                                            |                                                                              |
| 6-9-1990                                                                     | Seul                                                                         | Corea del Sud                                                                | 1 – 0                                                                        | Australia                                                                    | Amichevole                                                                   | -                                                                            |                                                                              |
| 23-9-1990                                                                    | Pechino                                                                      | Corea del Sud                                                                | 7 – 0                                                                        | Singapore                                                                    | Giochi asiatici 1990                                                         | -                                                                            |                                                                              |
| 27-9-1990                                                                    | Pechino                                                                      | Corea del Sud                                                                | 2 – 0                                                                        | Cina                                                                         | Giochi asiatici 1990                                                         | -                                                                            |                                                                              |
| 1-10-1990                                                                    | Pechino                                                                      | Corea del Sud                                                                | 1 – 0                                                                        | Kuwait                                                                       | Giochi asiatici 1990                                                         | 1                                                                            |                                                                              |
| 3-10-1990                                                                    | Pechino                                                                      | Corea del Sud                                                                | 0 – 1                                                                        | Iran                                                                         | Giochi asiatici 1990                                                         | -                                                                            |                                                                              |
| 5-10-1990                                                                    | Pechino                                                                      | Corea del Sud                                                                | 1 – 0                                                                        | Thailandia                                                                   | Giochi asiatici 1990                                                         | -                                                                            |                                                                              |
| 11-10-1990                                                                   | Pyongyang                                                                    | Corea del Nord                                                               | 2 – 1                                                                        | Corea del Sud                                                                | Amichevole                                                                   | -                                                                            |                                                                              |
| 23-10-1990                                                                   | Seul                                                                         | Corea del Sud                                                                | 1 – 0                                                                        | Corea del Nord                                                               | Amichevole                                                                   | -                                                                            |                                                                              |
| 7-6-1991                                                                     | Seul                                                                         | Corea del Sud                                                                | 0 – 0                                                                        | Egitto                                                                       | 1991 President's Cup                                                         | -                                                                            | 46’                                                                          |
| 11-6-1991                                                                    | Gwangju                                                                      | Corea del Sud                                                                | 1 – 1                                                                        | Malta                                                                        | 1991 President's Cup                                                         | -                                                                            |                                                                              |
| 14-6-1991                                                                    | Seul                                                                         | Corea del Sud                                                                | 0 – 0 dts (4-3 dtr)                                                          | Australia                                                                    | 1991 President's Cup                                                         | -                                                                            |                                                                              |
| 16-6-1991                                                                    | Seul                                                                         | Corea del Sud                                                                | 2 – 0                                                                        | Egitto                                                                       | 1991 President's Cup                                                         | -                                                                            |                                                                              |
| 27-7-1991                                                                    | Nagasaki                                                                     | Giappone                                                                     | 0 – 1                                                                        | Corea del Sud                                                                | Korea-Japan Annual Match                                                     | -                                                                            |                                                                              |
| 25-4-1993                                                                    | Changwon                                                                     | Corea del Sud                                                                | 1 – 1                                                                        | Iraq                                                                         | Amichevole                                                                   | 1                                                                            |                                                                              |
| 9-5-1993                                                                     | Beirut                                                                       | Bahrein                                                                      | 0 – 0                                                                        | Corea del Sud                                                                | Qual. Mondiali 1994                                                          | -                                                                            |                                                                              |
| 11-5-1993                                                                    | Beirut                                                                       | Libano                                                                       | 0 – 1                                                                        | Corea del Sud                                                                | Qual. Mondiali 1994                                                          | -                                                                            |                                                                              |
| 13-5-1993                                                                    | Beirut                                                                       | India                                                                        | 0 – 3                                                                        | Corea del Sud                                                                | Qual. Mondiali 1994                                                          | -                                                                            |                                                                              |
| 15-5-1993                                                                    | Beirut                                                                       | Hong Kong                                                                    | 0 – 3                                                                        | Corea del Sud                                                                | Qual. Mondiali 1994                                                          | -                                                                            |                                                                              |
| 5-6-1993                                                                     | Seul                                                                         | Corea del Sud                                                                | 4 – 1                                                                        | Hong Kong                                                                    | Qual. Mondiali 1994                                                          | -                                                                            |                                                                              |
| 7-6-1993                                                                     | Seul                                                                         | Corea del Sud                                                                | 2 – 0                                                                        | Libano                                                                       | Qual. Mondiali 1994                                                          | -                                                                            |                                                                              |
| 9-6-1993                                                                     | Seul                                                                         | Corea del Sud                                                                | 7 – 0                                                                        | India                                                                        | Qual. Mondiali 1994                                                          | -                                                                            | 51’                                                                          |
| 13-6-1993                                                                    | Seul                                                                         | Corea del Sud                                                                | 3 – 0                                                                        | Bahrein                                                                      | Qual. Mondiali 1994                                                          | 1                                                                            |                                                                              |
| 19-6-1993                                                                    | Seul                                                                         | Corea del Sud                                                                | 1 – 2                                                                        | Egitto                                                                       | 1993 President's Cup                                                         | -                                                                            |                                                                              |
| 28-6-1993                                                                    | Seul                                                                         | Corea del Sud                                                                | 0 – 1                                                                        | Egitto                                                                       | 1993 President's Cup                                                         | -                                                                            |                                                                              |
| 24-9-1993                                                                    | Seul                                                                         | Corea del Sud                                                                | 1 – 1                                                                        | Australia                                                                    | Amichevole                                                                   | -                                                                            |                                                                              |
| 26-9-1993                                                                    | Seul                                                                         | Corea del Sud                                                                | 1 – 0                                                                        | Australia                                                                    | Amichevole                                                                   | -                                                                            | 55’                                                                          |
| 16-10-1993                                                                   | Doha                                                                         | Iran                                                                         | 0 – 3                                                                        | Corea del Sud                                                                | Qual. Mondiali 1994                                                          | -                                                                            |                                                                              |
| 19-10-1993                                                                   | Doha                                                                         | Iraq                                                                         | 2 – 2                                                                        | Corea del Sud                                                                | Qual. Mondiali 1994                                                          | -                                                                            |                                                                              |
| 22-10-1993                                                                   | Doha                                                                         | Corea del Sud                                                                | 1 – 1                                                                        | Arabia Saudita                                                               | Qual. Mondiali 1994                                                          | -                                                                            |                                                                              |
| 25-10-1993                                                                   | Doha                                                                         | Giappone                                                                     | 1 – 0                                                                        | Corea del Sud                                                                | Qual. Mondiali 1994                                                          | -                                                                            |                                                                              |
| 28-10-1993                                                                   | Doha                                                                         | Corea del Sud                                                                | 3 – 0                                                                        | Corea del Nord                                                               | Qual. Mondiali 1994                                                          | -                                                                            |                                                                              |
| 16-2-1994                                                                    | Changwon                                                                     | Corea del Sud                                                                | 1 – 2                                                                        | Romania                                                                      | Amichevole                                                                   | -                                                                            | 63’                                                                          |
| 26-2-1994                                                                    | Los Angeles                                                                  | Colombia                                                                     | 2 – 2                                                                        | Corea del Sud                                                                | Amichevole                                                                   | -                                                                            | 33’                                                                          |
| 1-5-1994                                                                     | Seul                                                                         | Corea del Sud                                                                | 2 – 2                                                                        | Camerun                                                                      | Amichevole                                                                   | -                                                                            |                                                                              |
| Totale                                                                       |                                                                              | Presenze                                                                     | 63                                                                           |                                                                              | Reti                                                                         | 3                                                                            |                                                                              |